# 鳥取県道254号清水川福成線
鳥取県道254号清水川福成線（とっとりけんどう254ごう しみずがわふくなりせん）は、鳥取県西伯郡南部町を通る、かつて存在した一般県道である。

## 概要
西伯郡南部町清水川から西伯郡南部町福成に至る。2014年（平成26年）3月31日、鳥取県告示第231号により廃止され、西伯郡南部町に移管された。

### 路線データ
- 起点：鳥取県西伯郡南部町清水川（国道180号南部バイパス・鳥取県道・島根県道1号溝口伯太線交点）
- 終点：鳥取県西伯郡南部町福成（鳥取県道244号福成戸上米子線交点[注釈 1]）
- 総延長：772 m

## 歴史
- 1958年（昭和33年）4月30日 - 鳥取県告示第188号により鳥取県道173号清水川福成線として認定される[4]。
- 2014年（平成26年）
  - 3月20日 - 南部町により、南部町道3351号清水川福成線が認定され、同日、供用開始。これに伴い、南部町道3351号清水川福成線の全区間が本路線との重用区間になる[5]。
  - 3月31日 - 鳥取県告示第231号により廃止。南部町に移管され、南部町道3351号清水川福成線の単独区間となった。また、鳥取県告示第233号により、終点で接続する道路が「鳥取県道244号福成戸上米子線」から「南部町道3352号福成境線」に変更された[2]。

## 地理

### 通過していた自治体
- 西伯郡南部町

### 交差していた道路
| 交差していた道路                                         | 交差していた場所 | 交差していた場所 |
| -------------------------------------------------------- | ---------------- | ---------------- |
| 国道180号 / 南部バイパス 鳥取県道・島根県道1号溝口伯太線 | 清水川           | 起点             |
| 鳥取県道244号福成戸上米子線                              | 福成             | 終点             |

### 沿線
- 法勝寺川